# Dabtara
Dabtara (von griech.: διφδέρα) ist ein Stand in der äthiopischen Kirche (ohne eigene Weihe).
Ein Dabtara ist betraut mit dem Kirchengesang und dem Lesedienst sowie mit einigen Schreibarbeiten, welches ein Wissen in den kirchlichen Wissenschaften verlangt. In der Lebensführung ist er frei. Er ist entweder Angestellter der Kirche oder arbeitet in einer anderen Tätigkeit hauptberuflich und nebenberuflich als Dabtara. Er gilt auch als Kenner der Popularmedizin sowie von magischen Praktiken. Oft werden sie außerhalb Äthiopiens irrtümlich auch als Ausführende des Priestertanzes an Festtagen bezeichnet.